# Akvamanile
Akvamanile (prema latinskoj srednjovjekovnoj riječi „aquamanile“ od „aqua“ – voda i „manus“ - ruka) je naziv za vrč za lijevanje vode koji se obično koristio za pranje ruku od antike nadalje, te je u toj funkciji ušao i među kršćansko liturgijsko posuđe, zadržavši se i u kućanstvima, osobito onim imućnijim. Najčešće se radi o metalnome vrču (s obzirom na to da oni od keramike u pravilu nisu sačuvani) u obliku životinjske figure, uglavnom lava ili grifona koji je kao vrhunski izraz primijenjene umjetnosti osobito čest u srednjem vijeku, poglavito u romanici i gotici. 